# Лондонское графство

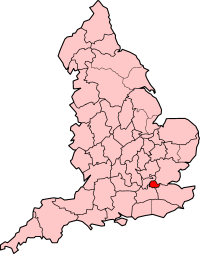
Лондонское графство на карте Англии

Ло́ндонское гра́фство — английское графство с 1889 по 1965 год, в настоящее время известно как Внутренний Лондон. Его создание было частью программы по общему введению новой системы окружного управления, соответствующей закону о местном самоуправлении 1888 года. По закону создавалось административное Лондонское графство, в которое включалась также территория лондонского Сити. Однако, Сити и Лондонское графство разделялись, когда речь шла о «не административных» целях. Органом местного управления был Совет Лондонского графства (LCC), поначалу имевший ограниченный набор функций, но во время своего 76-летнего существования получивший дополнительные права. LCC имел мало власти на территории Сити, где местное управление монополизировала старая Корпорация, сохранившая свои права до наших дней. В 1900 году из менее значительных сельских приходов и дистриктов были сформированы 28 столичных боро. К 1961 году территория графства составляла 303,12 км2. За время существования Лондонского графства на его территории наблюдалось долгосрочное снижение численности населения из-за большого количества переезжающих в пригороды жителей. Это явление приводило к периодическим пересмотрам системы местного управления и попыткам расширения границ графства. В 1965 году в соответствии с законом о управлении Лондоном 1963 года на месте графства была сформирована большая административная единица — Большой Лондон.

## География
Графство занимало площадь около 75 000 акров и находилось в районе лондонского бассейна. Оно делилось на 2 части (северную и южную) рекой Темза, которая была самым значительным природным объектом на его территории. На северо-востоке графство граничило с Эссексом, на юго-востоке с Кентом, на юго-западе с Сурреем, и на севере с Мидлсексом. Самаой высокой точкой графства был Хэмпстед-Хит высотой 134 метра, расположенный на его севере. Хэмпстед-Хит — это одна из самых высоких точек современного Лондона. В 1900 году границы графства претерпели изменения. К ним относились передача эксклава в Мидлсексе, Александра-парк, району Сауз-Хорнсей, а также передача Пенжа Кенту.

## История

### Создание графства
В 1855 году очередной раз была реформирована система местного самоуправления. Эта реформа косвенно влияла на создание Столичного совета по работам, первоначально предоставлявшего основные инфраструктурные услуги столичной области. За время существования он получил новые функции и де-факто стал органом местного управления. 
Кроме собственно столичной территории, под власть совета попали те области графств Мидлсекс, Суррей и Кент, которые по установлению Главного регистрационного офиса вошли в состав Лондона для целей статистики смертности. Эта область была отделена от Лондонского Сити, который управлялся Лондонской корпорацией.
В XIX веке было принято несколько попыток изменить систему лондонского управления либо за счёт расширения Сити на всю столичную территорию путём создания нового лондонского графства, либо путём создания 10 муниципальных корпораций, соответствующих парламентским бюро столицы. Эти планы были отвергнуты парламентом, отчасти из-за энергичного противодействия корпорации Сити. В конечном счёте, закон о местном управлении 1888 года и введение советов графств предоставили систему для создания новой территориальной единицы, власть которой охватывала бы область расширившегося Лондона. Под влияние нового графства просто вошла территория Столичного совета и не было предпринято попыток изменить эти границы. В результате даже в 1855 году площадь графства не охватила весь Лондон, оставив часть застроенной территории за своей границей. К примеру, серьёзно застроенные области, такие как Вест-Хэм, не были включены в состав графства, однако в него вошли некоторые малозаселённые территории.

Герб совета Лондонского графства

Лондонский Сити и Лондонское графство были разными графствами, когда речь шла о «не административных» делах, и в графстве были свои Лорд-лейтенант и Большой шерифф. Тем не менее, Сити входил в состав административное графство, площадь которого контролировал совет графства. На практике, совет имел мало дел со старым Сити, контролируя состояние дренажных систем, дорог, набережной, работу пожарных служб и состояние города во время наводнений.

### Совет графства
Местное управление на территории графства представлял Совет Лондонского графства (LCC). Первоначально LCC должно было носить те же функции, которые выполнял Столичный совет по работам. Однако, в итоге к ним присоединились функции таких специализированных учреждений как Лондонский школьный совет и Столичный совет по приютам. Первоначально совет находился в Спринг-Гарденс, но в 1930-х переехал в специально для него построенный Каунти-Холл. Жилищная политика совета включала строительство множества микрорайонов за пределами графства, например в Беконтри.

### Местное самоуправление

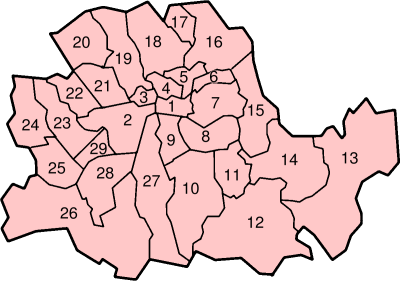

В 1900 году через 11 лет после основания Лондонское графство разделилось по закону о лондонском самоуправлении на 28 столичных боро (metropolitan borough). Они заменили старые приходы и дистрикты на второй ступени местного самоуправления.
Боро Лондонского графства, номера совпадают с рисунком справа:
1. Сити (не является столичным боро)

1. Вестминстер
2. Холборн
3. Финсбери
4. Шордитч
5. Бетнал-Грин
6. Степни
7. Бермондси
8. Саутуарк
9. Камберуэлл
10. Детфорд
11. Луишем
12. Вулидж
13. Гринвич
14. Поплар
15. Хакни
16. Сток-Ньюингтон
17. Ислингтон
18. Сент-Панкрас
19. Хампстед
20. Сент-Мэрилебон
21. Паддингтон
22. Кенсингтон
23. Хаммерсмит
24. Фулем
25. Уондсуэрт
26. Ламбет
27. Баттерси
28. Челси

### Сокращение населения
За всё время существования графства наблюдалось уменьшение численности населения. В 1901 году численность населения составляла 4,5 миллиона человек, а к 1961 году она упала до 3,2 миллиона. В соответствии с переписью 1931 года большая часть жителей «Большого Лондона» (де-факто в то время означавшего территорию Столичного полицейского дистрикта и Сити) проживала за пределами графства. В следующей таблице приведены приближённые численности населения в разных годах:
| Год  | Центральная площадь1 | Внутреннее кольцо2 | Второе кольцо3 | Лондонское графство Всего | Внешнее кольцо4 Большого Лондона |
| ---- | -------------------- | ------------------ | -------------- | ------------------------- | -------------------------------- |
| 1881 | 1 743 000            | 1 008 000          | 1 093 000      | 3 844 000                 | 950 000                          |
| 1901 | 1 623 000            | 1 201 000          | 1 601 000      | 4 425 000                 | 1 422 000                        |
| 1921 | 1 364 000            | 1 186 000          | 1 933 000      | 4 483 000                 | 2 993 000                        |
| 1931 | 1 260 000            | 1 163 000          | 1 976 000      | 4 399 000                 | 3 807 000                        |
| 1951 | 738 000              | 927 000            | 1 683 000      | 3 348 000                 | 4 998 000                        |

1Лондонский Сити и столичные боро Бермондсей, Безхол-Грин, Финсбури, Холборн, Сент-Мэрилибон, Сент-Панкрас, Шоредитч, Саутуарк, Степни и Вестминстер.
2Столичные боро Баттерси, Челси, Ислингтон, Кенсингтон, Ламбет и Паддингтон.
3Столичные боро Кембервелл, Дептфорд, Фулхэм, Гринвич, Хакни, Хаммерсмит, Хэмпстэд, Люишэм, Поплар, Сток-Ньюингтон, Вандсворт и Вулвич.
4Площадь, находящаяся под контролем столичной полиции, но за пределами Лондонского графства.

### Графство в 20 веке
В 1930х годах в Лондоне началось телевещание.
В 1939-1945 Лондон подвергался бомбардировкам.
В 1948 в Лондоне прошла Олимпиада.

### Упразднение
Графство было упразднено в 1965 году и включено в состав Большого Лондона вместе с большей частью Мидлсекса и некоторыми районами Суррея, Кента, Эссекса и Хартфордшира. Бывшая территория графства сейчас известна как Внутренний Лондон. 28 столичных боро были преобразованы в 12 внутренних боро Лондона.